# أسماك سن الكلب
أسماك سن الكلب (الاسم العلمي: Cynodontidae) هي فصيلة من الأسماك تتبع رتبة كاراكسيات الشكل من طائفة الأسماك العظمية

## الأجناس
- سن الكلب